# Аке (царство)
Царство Аке — государство древних майя на территории современного штата Чьяпас, Мексика. Образовалось в начале IV века. Долгое время было объектом противостояний в регионе. В 740-х годах вошло в состав царства Шукальнах на основе династических связей.
Столица царства до сих пор неизвестна.

## Ранняя история
Образовалось в долине реки Усумасинты в IV веке. О основателе правящей династии нет точных сведений. Уже к концу века выступало союзником царства Йокиб против Пачанского царства. В этот период правителем Аке был Яшун-Балам, который потерпел поражение и попал в плен.
После этого Аке почти на столетие исчезает из источников. Следующее упоминание об этом царстве относится к концу V века (490-х). По внешней политике Аке продолжало быть союзником Йокиба и противником Пачана. Царь Аке, Ят-…н потерпел поражение, но смог сохранить власть. Несмотря на победу Йокиба над Пачаном в 508 году, Аке продолжало проигрывать Пачану. В 537 году войска Аке снова потерпели поражение. После этого об Аке нет никаких упоминаний до 593 года.
В начале VII века Аке из союзника превратилось в вассала Йокиба. В 658 году царь Аке Муяль-Чан-Кавиль присутствовал в столице Йокиба Пьедрас-Неграсе. Впоследствии, войско Аке стало участником коалиции против Баакульского царства.

## Вассал Сакци
В 690-х годах Аке становится объектом противостояний царств Шукальнах, Попо, Сакци и Пачан. В 693 году союзники Попо терпят поражение от Сакци, а царь Аке …-Ахк-Мо попадет в плен. Но вскоре он признаёт превосходство Сакци. В 710-х годах при правлении …-Чоя попадет под контроль Попо, но в 720-х снова возвращается к Сакци.

## Объединение с Шукальнахом
В 740-х годах Аке объединяется с Шукальнахом на основе родственных и династических связей. Первым царём объединённого государства стал Хой-Балам II.
В 760-х годах сын бывших царей Аке — Ах-Чанлахун-Бак, пытался восстановить независимость своего государства. Некоторое время он успешно противостоял Шукальнаху и Сакци. В знак самостоятельности он ставил собственные стелы. Но в 770-х годах Аке окончательно было присвоено к Шукальнаху, который испытал упадок в IX веке.

## Известные правители
- Яшун-Балам (IV век)
- Ят-…н (V век)
- Муяль-Чан-Кавиль (уп. 658)
- …-Ахк-Мо (конец VII века)
- …-Чой (начало VIII века)
- Ах-Чанлахун-Бак (вторая половина VIII века)